# みなと観光バス (南あわじ市)

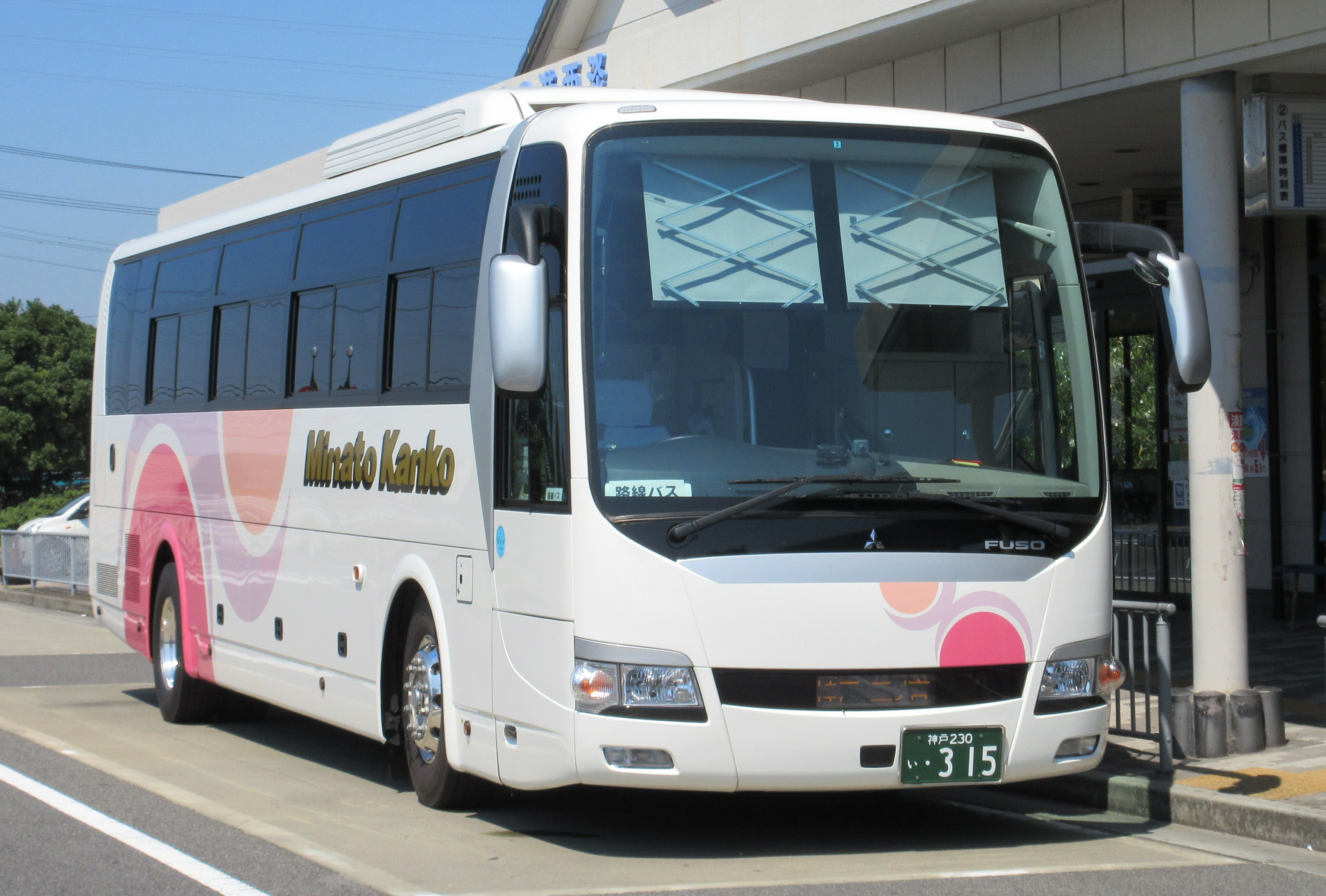
高速バス淡路島線

みなと観光バス株式会社（みなとかんこうバス）は、兵庫県南あわじ市を中心とした地域でバスを運行する事業者である。なお、同じ兵庫県内で神戸市にも同名の企業があるが、両社は全くの無関係である。ただ、三宮駅バスのりばでは両社のバスを同時に見ることができる。

## 現行路線

### 淡路島線
淡路島線は、みなと観光バスが運行する神戸市（三ノ宮）と南あわじ市（陸の港西淡）を結ぶ高速バス路線。座席は定員制（一部座席は指定制）で、1日8往復運行されている。また、下り最終便(本州から淡路島への最終便)は日付を跨いでの運行となっている。
2005年の運行当初は「大阪・神戸 - 淡路島特急線」として、大阪OCAT（なんば）から三ノ宮を経由して陸の港西淡までを結んでいた。その後、大阪側の起点が大阪弁天町（弁天町日交高速バスターミナル）へ延伸されたが、2009年には大阪弁天町から三ノ宮までの区間は休止され、路線名も「淡路島特急線」となった。2019年には停車停留所増加により、路線名が「淡路島線」に変更されている。
同時に、それまでみなと観光バスと日交シティバス（日本交通の子会社）の共同運行であったものが、みなと観光バス単独運行となった。なお、それ以降も神戸側の発券業務は日本交通が行っている。
歴史
- 2005年1月11日：運行開始（大阪OCAT・三ノ宮 - 陸の港西淡）
- 2005年7月15日：北淡IC・洲本IC停留所新設。
- 2006年3月21日：津名一宮IC停留所新設。大阪側、弁天町まで延伸。
- 2009年4月1日：大阪弁天町は、上り（神戸・大阪行き）の降車のみになる。
- 2009年9月1日：大阪（OCAT・弁天町） - 三ノ宮間部分休止、榎列に新規停車。日交シティバスは運行から撤退。路線名が「大阪・神戸 - 淡路島特急線」から「淡路島特急線」に変更。
- 2012年6月10日　いぶし瓦の銀さんラッピングバス運行開始
- 2014年3月21日　南あわじ温泉郷ラッピングバス運行開始
- 2019年10月1日　淡路IC・東浦IC・緑PA停留所新設。路線名が「淡路島特急線」から「淡路島線」に変更。
- 2020年4月1日　車内でキャッシュレス決済が可能になる。

停留所
（弁天町日交高速バスターミナル - 大阪OCAT） - 三宮バスターミナル - 淡路IC - 東浦IC - 北淡IC - 津名一宮IC - 洲本IC - 緑PA - 榎列 - 陸の港西淡
※かっこ内は2009年に休止された。
- クローズドドアシステム（本州内のみ・淡路島内のみの乗車は不可）
- 榎列以北の淡路島内神戸淡路鳴門自動車道上で停車する停留所は7箇所、停車しない（通過する）停留所は本四仁井・遠田・本四安乎・淡路島中央SICの4箇所である。

車両
三菱ふそう・エアロバス（2015年2月20日からは三菱ふそう・エアロエースも）が使用される。
- 貸切用車両を使用しているので一般的な高速路線バスの設備（降車ボタンや運賃・停留所表示器）とは異なり、ガイド用の座席を見ることができる。だが、導入を進めているエアロエースでは頭上の読書灯・送風ユニットにビルトインの降車ボタンが設置されている。エアロバスでは停留所案内も運転手によるものであるが、エアロエースでは女性の声で収録された録音放送が用いられている。また、淡路島と本州を結ぶバスでは初となる無料の車内Wi-Fi環境を整備した(パスワードはシートポケットのしおりに記載)。お手洗いの設備あり。エアロエースは衛生的な真空式トイレを採用している。

乗車券
普通乗車券のほか、往復乗車券（二枚綴りの回数券）が設定されている。定期乗車券の設定はない。乗車券販売場所は外部リンクを参照。
南淡路バス乗り放題きっぷは1往復利用可能。
キャッシュレス決済
バス車内でキャッシュレス決済が可能となっている（淡路島線・オニオンバス）。利用可能なキャッシュレス決済はPayPay・楽天ペイ・楽天Edy・QUICPay・Apple Pay・iD・nanaco・WAON・Kitaca・Suica・PASMO・TOICA・manaca・ICOCA・SUGOCA・nimoca・はやかけん。交通系ICカードは交通利用扱いではなく、電子マネー扱いとなるため、PiTaPaは利用できない。

### コミュニティバス

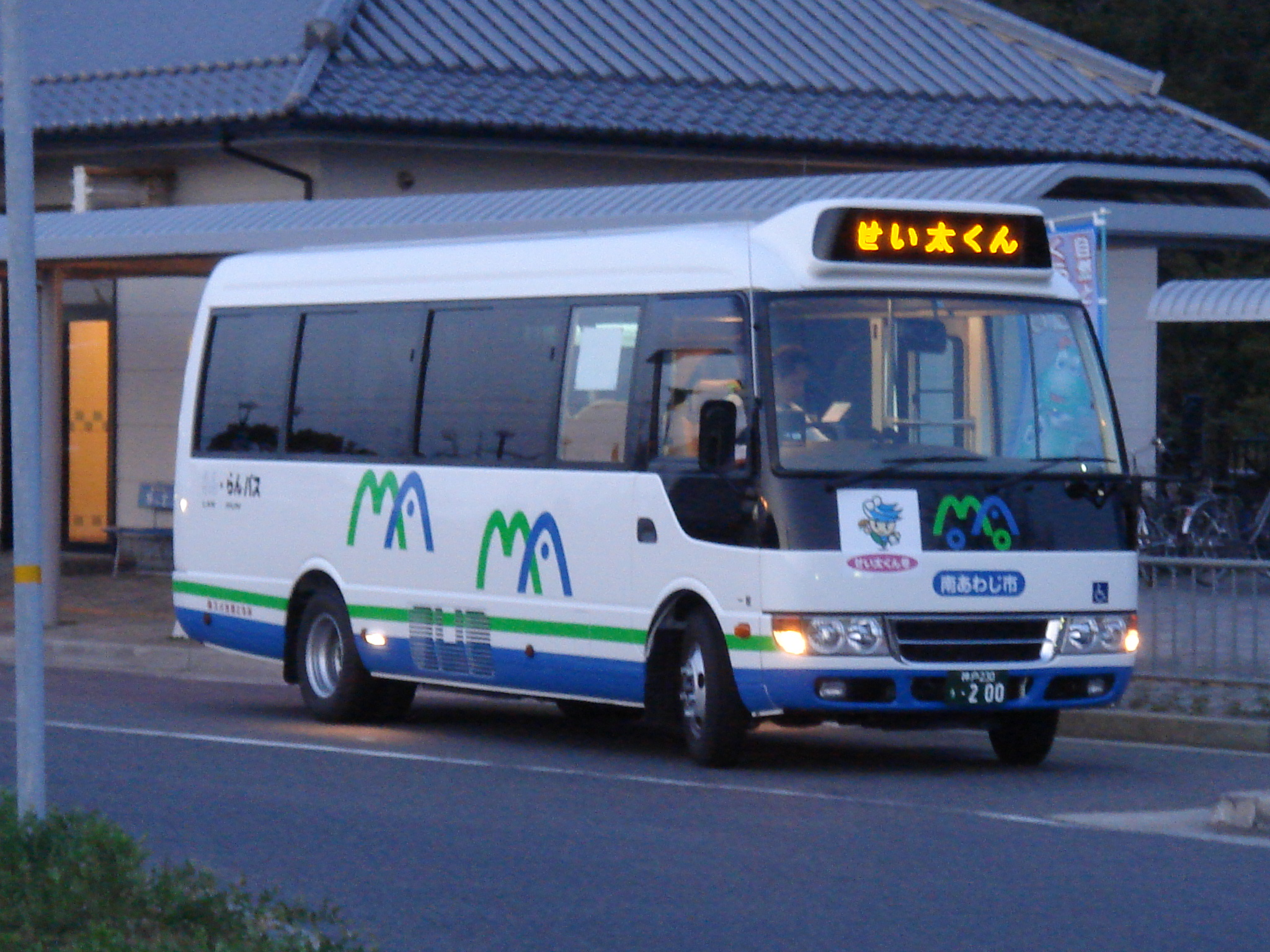
コミュニティバス「らん・らんバス」用車両、2008年4月から「せい太くんバス」と共通で使用

南あわじ市コミュニティバス
らん・らんバス
らん・らんバスを参照。
せい太くんバス
淡路交通から淡路タクシーに移管後、南あわじ市コミュニティバス（せい太くんバス）として運行、2008年5月1日に上記の「らん・らんバス」へ編入された。

### オニオンバス
- 2023年7月1日から運行のリムジンバス。
- 2025年7月1日以降全便、乗車日60日前から3日前の23:59までの間に予約が必要な予約定員制・路線固定デマンド型交通。同年6月30日までは一部便で座席定員制の定期運行があった。
- 淡路交通と共同運行。
- クローズドドアシステム（淡路島内のみの乗車は不可）。
- キャッシュレス決済可能（淡路島線と同様、交通系ICカードは交通利用扱いではなく、電子マネー扱いとなるため、PiTaPaは利用できない）。
- 自転車輸送（輪行）は自転車を輪行袋に入れた状態で可能（トランクが無いため座席へ持ち込めるサイズに限る）。
- 福良・陸の港西淡・淡路島南IC - 徳島空港

### UZU LOOP Free Shuttle Bus
- 2025年7月1日より運行開始した無料シャトルバス（2026年6月30日まで運行）
- 陸の港西淡（一部便は停車しない） - うめ丸 - ホテルアナガ - うずの丘 大鳴門橋記念館 - 道の駅うずしお - グランドメルキュール淡路島リゾート＆スパ - 休暇村南淡路 - 道の駅福良 - 淡路島海上ホテル - ホテルニューアワジプラザ淡路島